# Riponnensia
Genre
Riponnensia est un genre d'insectes diptères de la famille des Syrphidés.

## Liste d'espèces
Selon BioLib (14 septembre 2020) :
- Riponnensia daccordii (Claussen, 1991)
- Riponnensia insignis (Loew, 1843)
- Riponnensia longicornis (Loew, 1843)[2]
- Riponnensia morini Vujic, 1999
- Riponnensia splendens (Meigen, 1822)